# Jarnail Singh Bhindranwale
Jarnail Singh Bhindranwale nebo jen Jarnail Singh, paňdžábsky ਜਰਨੈਲ ਸਿੰਘ ਭਿੰਡਰਾਂਵਾਲੇ (12. února 1947, Rode, okres Móga, Paňdžáb, Indie – 6. června 1984, Amritsar), byl vůdce sikhské náboženské organizace Damdami Taksal, založené v Indii.
Pokoušel se šířit původní hodnoty sikhismu a rozšířil mezi mladými lidmi původní náboženské zásady. Stal se známým pro svou podporu (neúspěšného) pokusu o založení sikhského teokratického státu v Chalistánu. V roce 1981 byl Bhidranwale zatčen pro podezření z účasti na vraždě Jaganta Narina, zakladatele společnosti Hind Samachar. Později byl propuštěn pro nedostatek důkazů, nicméně byl později bedlivě střežen indickými policejními úřady. Nejslavnější je Bhindranwale pro svou účast na operaci Modrá hvězda, při níž on a další militantní sikhové obsadili komplex Akal Takht v Amritsaru včetně tamního Zlatého chrámu. Při této operaci byl zabit indickou armádou. Po své smrti byl kontroverzní postavou indické historie. Některými je vnímán jako mučedník, bojující v zájmu sikhů, jinými jako militantní extrémista.